# كوبي (ون بيس)
كوبي شخصية خيالية في مسلسل أنمي ون بيس ولقد ظهر في الحلقة الأولى من المسلسل وبعد أن ساعده لوفي على الفرار من الشريرة ألفيدا انضم إلى القوات البحرية.

## عن حياته
كوبي شخصيه جبانه ويحلم أن يصبح ضابط في القوات البحرية، ولقد هجمت عليه مجموعه من القراصنة يسمون بقراصنه ألفيدا وبعدها أصبح كوبي معهم رغما عنه لكنه لم يتخلى عن تحقيق حلمه وفي يوم من الأيام ظهر لوفي وساعده على هزيمة الشريرة ألفيدا وبعدها انضم إلى القوات البحرية.
كوبي وصديقه هيليمبو ينتميان إلى سفينة الضابط (مونكي دي جارب).

## روابط خارجية
- تقرير شامل لكوبي في ون بيس